# フランスにおける柔道

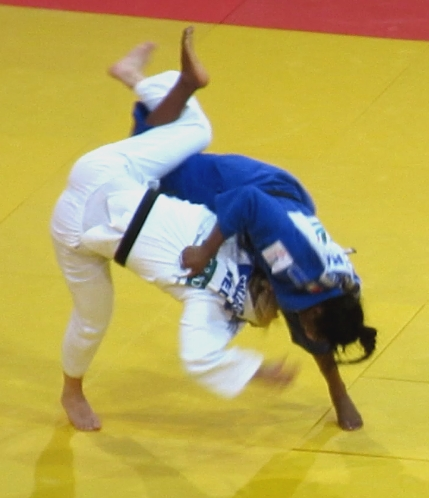
2018年グランドスラム・パリ女子78kg以下級の試合にて、白の道着のオランダ代表選手から一本を奪った青の道着のフランス代表選手（マドレーヌ・マロンガ）

本項では、フランスにおける柔道について述べる。フランスにおいて柔道は、国際柔道連盟（IJF）の加盟国であり、男子・女子ともに世界ランキングの上位に位置している。また、IJFワールド柔道ツアーや世界柔道選手権大会、ヨーロッパ柔道選手権大会において多数のメダルを獲得し、その実績は国内外で高く評価されている。文献上は19世紀末から知られており、1930年代の嘉納治五郎の渡欧時から本格的に学ぶ柔道家が現れ始めた（#歴史）。1940年前後から後進を育てうる黒帯人材が育ち（#初期の有段者）、柔道の夏季オリンピック正式競技採用（1964年）以後21世紀に至るまで金銀銅メダル獲得総数が日本に次いで2番目に多くなるほどまでに選手層が厚くなった（#オリンピック成績）。フランス国内の競技スポーツ別に組織される国内競技連盟としては、フランス柔道柔術剣道及び関連武道連盟がある（#組織）。

## 歴史

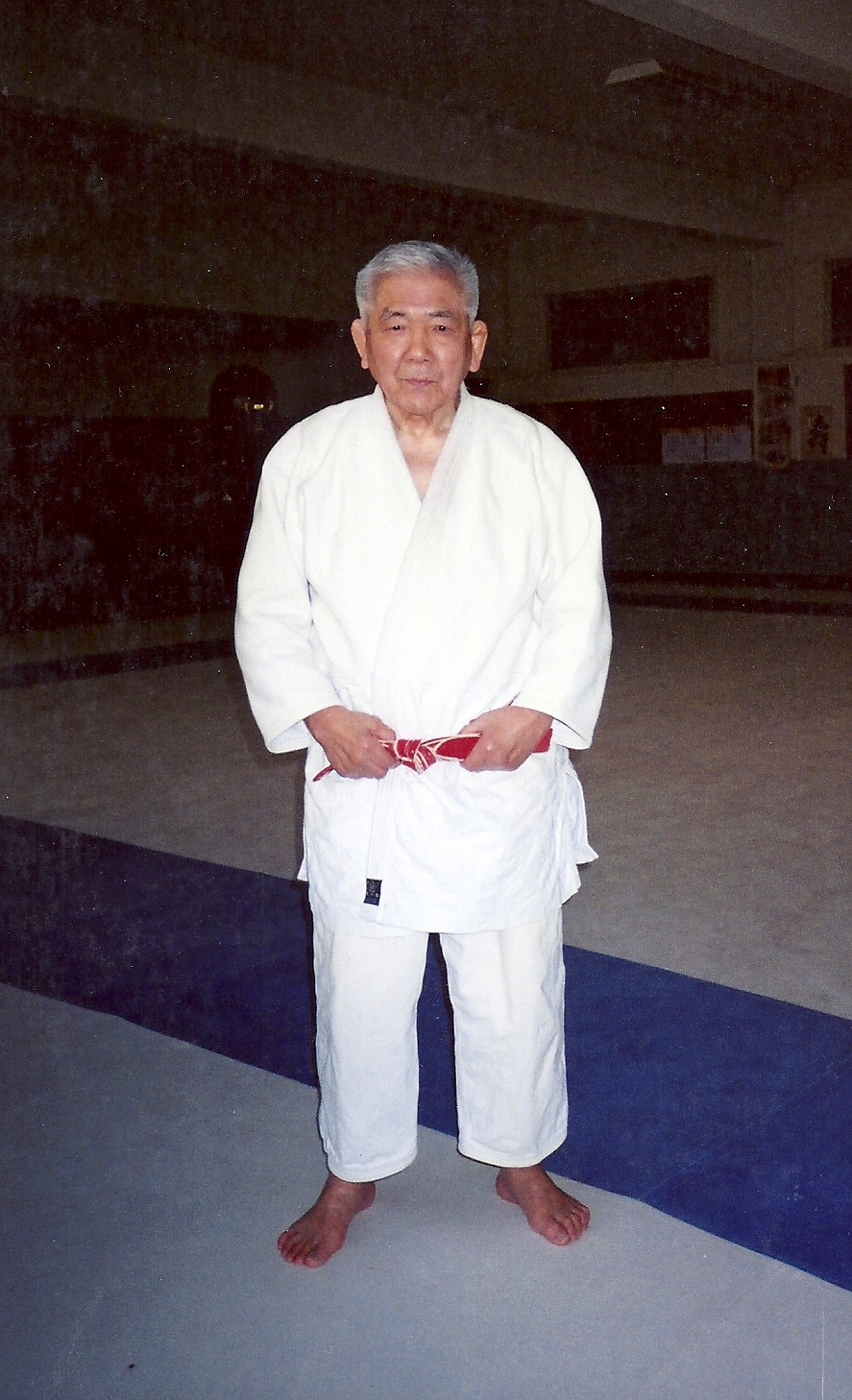
九段の赤帯を締めて道場に立つ粟津正蔵（2003年）

フランスにおける柔道/柔術に関する最初の言及は、1895年のフランス語雑誌『両世界評論』に掲載された書評記事に確認できる:27。その記事は、1894年に出版されたラフカディオ・ハーン（小泉八雲）の英語の随筆集 Glimpses of Unfamiliar Japan（『知られぬ日本の面影』）のフランス語訳（シャルル・クロズニエ・ド・ヴァリニによる）に関するものである:27。
1905年にはパリ警察が柔術訓練を導入した。同年、柔術家エルネス ･レニェ(Ernest Renier)が護身術の専門家ジョージ ･デュボワ(Georges Dubois)と格闘して勝利したことで、柔術関連の記事がマスコミを賑わせ、「柔術マジック」と取りざたされた。
柔道を一般大衆に広く紹介したのは日本の軍事顧問であったイヴ・ルプリウールである:28。嘉納治五郎の東京道場を見学した彼は、そのときの体験を1911年に本に書き、Judo, Manuel de jujutsu de l'école Kano à Tokyo （『柔道、東京の嘉納学校の柔術の手引』）と題して出版した:28。
1933年には、嘉納治五郎がフランスではじめて講演を行った。すでにイギリスに事務所を構えていた師範の川石酒造之助が、1935年からパリでもユダヤ人の親睦クラブで無料で指導を始めた。1936年7月28日、川石酒造之助が同クラブで始めた「日仏柔術クラブ」に門下生一号モリス・コトロが入門。日本においては、白と茶の2色の帯のみが用いられていたところ、川石酒造之助は、イギリスにおいて改良された複数の色の帯を取り入れた。これらの色の帯は今日よく知られているものである。また、川石酒造之助は、メトード・カワイシと呼ばれる特別な柔道の練習を提唱する。同年、川石御ノ介も「日仏柔術クラブ」を設立。同年9月、イギリス国籍でユダヤ人のモーシェ・フェルデンクライス（フルデンカイ）が「フランス柔術クラブ」を設立。その後の1937年10月25日、「フランス柔術クラブ」が創設された。1939年、文部省にフランス柔術クラブが所属。同クラブは、1940年の終わりに「フランス柔道クラブ」に名称変更された。川石酒造之助とフェルデンクライスは互いのクラブで指導し、交流していた。第二次世界大戦がはじまると間もなくフェルデンクライスが兵役でイギリスに帰国。兵役や疎開で閑散としていた日仏柔術クラブを閉鎖し、川石酒造之介はフランス柔術クラブの技術指導に。第1回フランス柔道選手権大会は、1943年に行われた。
フランス柔道柔術連盟（通称フランス柔道連盟、のちのフランス柔道柔術剣道及び関連武道連盟）は、1946年12月5日に設立された。1936年に50人程度であった練習生の数は、1956年に2万人を超えた。柔道は、見せかけだけ排他的なパリジャンには第二次世界大戦前に、地方では戦後に根付いた。1948年時点で免許取得者の4分の3がイル＝ド＝フランス出身者であり、パリだけで免許取得者の半分を占めていた。地方に4つあったクラブ、マルセイユのプロヴァンス柔道クラブ (Judo Club de Provence）、ボルドー柔術クラブ (le Jiu-Jitsu Club de Bordeaux) 、トゥールーズ警察スポーツ協会 (l'AS Police de Toulouse) 、アンティーブ剣術格闘技兵学校 (l'École militaire d'escrime et des sports de combats d'Antibes) の4つは、150人の会員を数えた。
創成期、フランス柔道界はフランス物理学者ら知識人とつながりが多かった。フェルデンクライス、初代フランス柔道連盟会長のポール・ボネ＝モリは物理学者であり、フランス柔術クラブ名誉会長は物理学者のフレデリック・ジョリオ＝キュリー、公共土木工事専門学校学長のレオン・エイロールらが就いた。フランス柔術クラブの最初の入会者にはフレデリック、ボネ＝モリらラジウム研究所研究員が名を連ね、キューリー夫人の娘で、夫フレデリックと共にノーベル化学賞を受賞した物理学者のイレーヌ・ジョリオ＝キュリーの名もあった。
1950年代は2つの危機で特筆される。1つ目は指導法、メトードに関わる。当時フランスには、講道館派と川石酒造之助派の2つの派があり、互いにライバルとして競い合っていた。連盟は基本的にメトード・カワイシを実践していたが、1940年代の終わりに、あるトゥールーズのクラブがメトード・コードーカンを採用し、連盟から離脱した。彼らは日本人の師範数名に声をかけ、これに応じた1人が1951年11月にフランスへやってきた。そして、パリにあるいくつかのクラブが連盟との縁を切り、1954年10月8日に講道館柔道アマチュア連合を結成した。1956年4月に連合は連盟に統合されたが、メトード・コードーカンはその時点で免許取得者の12％、クラブ数に対して18％を占めた。
1950年代に起きた2つ目の危機は、柔道連盟の、国立黒帯学校（le collège national des ceintures noires, 1948年設立）の分裂に関わる。分裂状態は、1957年から1971年までの15年間に及んだ。連盟は、黒帯取得の際の規則の中に、試合による簡単な審査を行うことで取得に制限を設けようとした。分裂騒動は行政命令により収束した。
また、柔道教授の国家資格は、1955年に始まった。

## 初期の有段者

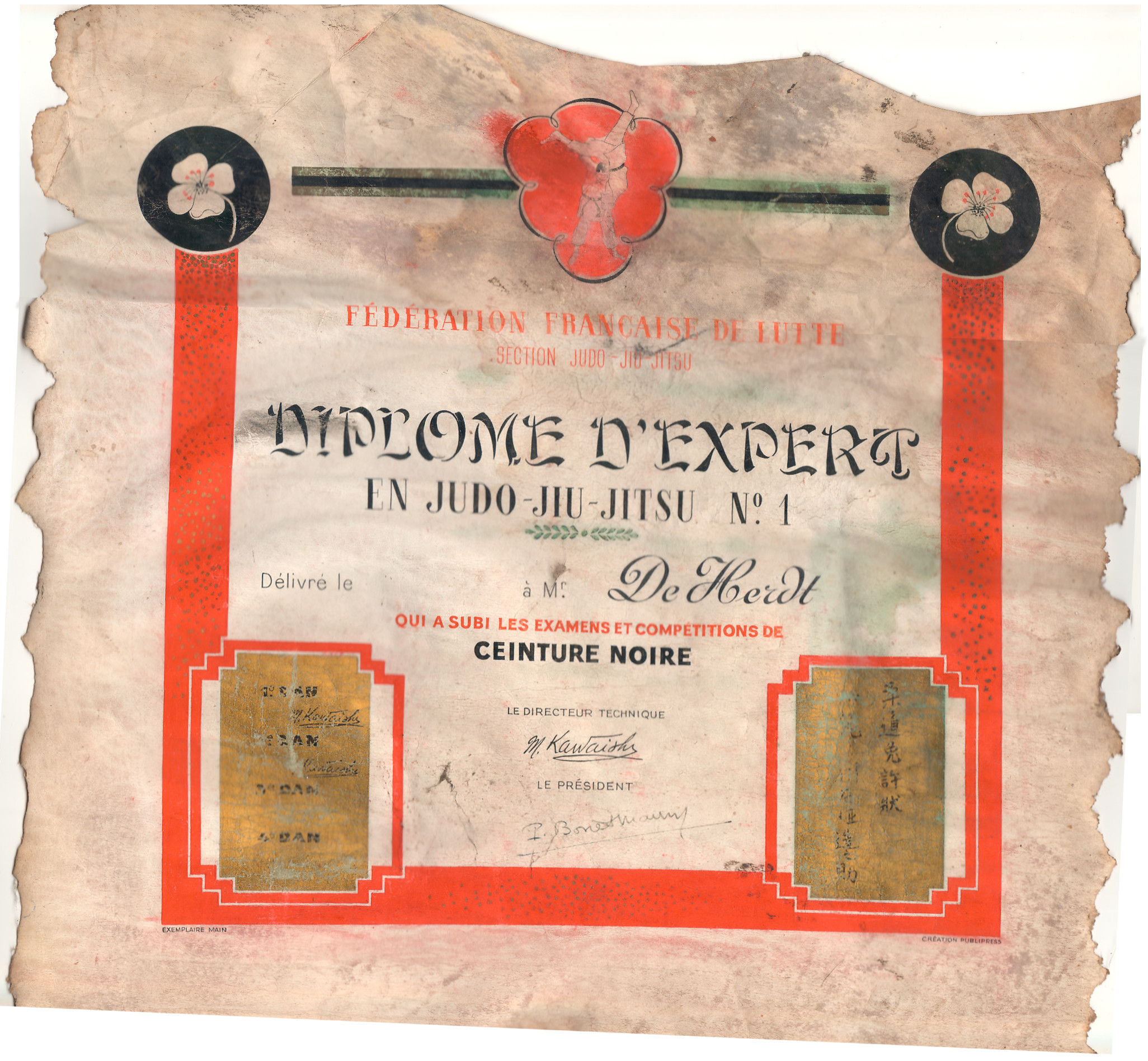
ジャン・ド・エルトゥの柔道家免許状原本

1948年に創設されたコレージュ・デ・センチュール・ノワール（黒帯学校、le Collège des Ceintures Noires）は、有段者の登録簿を作成すると共に、1943年より前に川石酒造之助が黒帯を授けたフランス人の有段者のリストを作成した。しかしながら、第二次世界大戦を挟んでかなりの年月が経過していたため、当該リストには抜けや誤りがいくつか含まれていた。アンリ・ビルンバオムとロベール・ソヴニエールは、実際の段位取得年月日に基づく取得順位と登録簿上の取得順位が一致しない。
また、ジャン・ド・エルトゥは取得順位を numéro 1 と申告した。コレージュ側はモリス・コトロのことを忘れていたと見られ、上記リストの初版では彼の申告どおりに記載した。ところが、後にリストは訂正され、ジャン・ド・エルトゥに認められていた「フランスで最初の有段者」を示す名誉ある番号、numéro 1 は numéro 1 bis に変更された。また、モーシェ・フェルデンクライスはイギリス国籍であったため、上記リストには名前が載っていない。しかしながら、彼はフランスで柔道の修業をしてパリで川石酒造之助より黒帯を授かっているため、事実上の「フランスで最初の有段者」である。
このような事情を勘案して Thibault (2011) は、1943年より前に川石酒造之助がフランスにおいて黒帯を授けた有段者のリストとして以下に示すようなリストを示している。
| #  | 柔道家名（カナ表記）         | 柔道家名（原語綴り） | 段位取得年月日 | 登録簿上の取得順位 | 最終段位 |
| -- | ---------------------------- | -------------------- | -------------- | ------------------ | -------- |
| 1  | モーシェ・フェルデンクライス | Moshe Feldenkrais    | 1939-02-10     | -                  | ?        |
| 2  | モリス・コトロ               | Maurice Cottreau     | 1939-04-20     | 1                  | ?        |
| 3  | ジャン・ド・エルトゥ         | Jean de Herdt        | 1940-06-12     | 1 bis              | 六段     |
| 4  | アンリ・ビルンバオム         | Henri Birnbaum       | 1940-06-12     | 51                 | ?        |
| 5  | ポール・ボネ＝モリ           | Paul Bonét-Maury     | 1940-08-01     | 2                  | 六段     |
| 6  | ロベール・ソヴニエール       | Robert Sauvenière    | 1941-12-18     | 49                 | ?        |
| 7  | シャルル・マレゼ             | Charles Malaisé      | 1942-03-26     | 3                  | ?        |
| 8  | ジャン・アンドリヴェ         | Jean Andrivet        | 1942-03-26     | 4                  | ?        |
| 9  | ロジェ・ピクマル             | Roger Piquemal       | 1942-06-25     | 5                  | ?        |
| 10 | ジャック・ラグレヌ           | Jacques Laglaine     | 1942-06-25     | 6                  | 八段     |
| 11 | ギュイ・ペレティエ           | Guy Pelletier        | 1942-11-01     | 7                  | 九段     |
| 12 | ジャン・ボジャン             | Jean Beaujean        | 1942-11-26     | 8                  | ?        |

## 高段位者
六、七、八段は紅白の帯を締めることが許される。九段と十段は赤帯を締めることが許される。六段以上の段位が持つ意味合いは、黒帯が示す意味とは少し異なる。七段以上の段位は立候補や試験に基づいて与えられるものではない。特別委員会が、フランス柔道連盟の六段又はこれに相当する段位に在位して10年が経過した者に対して直接、昇段を働きかけた上で昇段が決定する。八段を超える高段位圏も、名目上柔道界の頂点に立っていると言える場合にのみ昇段が働きかけられるものであって、過去の試合成績に基づいて推薦されるものでもない。フランス柔道連盟又は国際的な柔道団体により授けられる、純粋に名誉的な段位である。フランス柔道連盟が過去に九段以上の段位を認めた柔道家は、以下のリストの通りである。
| #  | 柔道家名（カナ表記）     | 柔道家名（アルファベ） | 生年   | 没年   | 最高段位 | 最高段位取得年 |
| -- | ------------------------ | ---------------------- | ------ | ------ | -------- | -------------- |
| 1  | 川石酒造之助             | Mikinosuke Kawaishi    | 1899年 | 1969年 | 十段     | 1975年         |
| 2  | アンリ・クルティーヌ     | Henri Courtine         | 1930年 | -      | 十段     | 2007年         |
| 3  | 道上伯                   | Haku Michigami         | 1912年 | 2002年 | 九段     | 1975年         |
| 4  | 粟津正蔵                 | Shozo Awazu            | 1923年 | 2016年 | 九段     | 1989年         |
| 5  | ベルナール・パリゼ       | Bernard Pariset        | 1929年 | 2004年 | 九段     | 1994年         |
| 6  | モリス・グルエル         | Maurice Gruel          | 1920年 | 2010年 | 九段     | 2007年         |
| 7  | ギュイ・ペルティエ       | Guy Pelletier          | 1921年 | 2011年 | 九段     | 2007年         |
| 8  | アンドレ・ブロ           | André Bourreau         | 1934年 | -      | 九段     | 2007年         |
| 9  | ジャック・ルベール       | Jacques Le Berre       | 1937年 | -      | 九段     | 2007年         |
| 10 | リヨネル・グロサン       | Lionel Grossain        | 1938年 | -      | 九段     | 2007年         |
| 11 | ジャン＝リュック・ルジェ | Jean-Luc Rougé         | 1949年 | -      | 九段     | 2013年         |

## 組織
フランスの柔道の国内競技連盟としては、2020年現在、柔道、柔術、剣道、弓道ら日本武道の国内競技連盟であるフランス柔道柔術剣道及び関連武道連盟（La Fédération française de judo, jujitsu, kendo et disciplines associées）があり、競技スポーツおよび生涯スポーツとしての振興を図っている。"FFJDA" または "FF judo" と略称され、「フランス柔道連盟」 "Fédération française de judo" の方が通りがよい。過去には複数の競技者組織が乱立したことがあったが、のちにフランス柔道連盟に統合されている（詳細は#歴史節参照）。2025年4月16日時点で567,000名のライセンス登録者を有しており、過去10年以上で最高水準とされる。さらに、2023年には約42,000名の黒帯取得者が登録された。
フランスでは競技スポーツごとに設立された国内競技者連盟が、一定の水準に達した競技者に「リサンス・スポルティーヴ (fr:Licence sportive) 」というスポーツ免許を発行する制度がある。1942年にフランス格闘技連盟の1部門として設立されたフランス柔道柔術連盟は、1946年に独立し、独立以来2018年現在までに約38,000人に対し、のべ100,000本の黒帯免状をリサンス・スポルティーヴとして発行している。
フランス柔道連盟は 4, 5歳から入門を認めている。習熟度別にカラフルな帯を着用することを認めていて、白→黄→橙→緑→青→栗の順に昇級する。黒帯が締められる初段への昇段は、最低でも15歳に達している必要がある。16歳から公式試合への出場が認められる。フランスにおいて柔道は、後述するように競技スポーツとして非常に盛んであるが、生涯スポーツ（sports de toute la vie）としても勧められている。その理由は他のスポーツが30歳前後で引退を余儀なくされるのに対し柔道は45歳ぐらいまで続けられるためなどが挙げられている。

## 競技スポーツとしての柔道

### オリンピック成績
柔道は、1964年の夏季オリンピック競技大会、いわゆる東京オリンピックのときから、競技の1つになった。このときは男子のみが4つの異なる階級ごとに試合をした。1972年ミュンヘンオリンピックのときに、フランスははじめてのメダルを1度に3つ獲得した。ジャン＝ジャック・ムニエル、ジャン＝ポール・コシュ、ジャン＝クロード・ブロンダーニの3人に与えられた銅メダルである。8年後のモスクワオリンピックでは、ティエリ・レイがフランス柔道界、オリンピック史上初の金メダルをもたらし、続いて同じ大会でアンジェロ・パリジが95ｋｇ超級で金メダルを取った。女子柔道が正式種目になるには1992年のバルセロナオリンピックを待たなければならなかった。カトリーヌ・フルーリとセシル・ノヴァックはこのとき、別々の階級で金メダルを取得した。2000年のシドニーオリンピックの際には、ダヴィド・ドゥイエがはじめてオリンピックで2冠を達成したフランス人柔道家となった。4年後のアテネでは、1984年のロサンゼルスオリンピック以来となる、金メダル取得なしという結果に終わった。リュシ・デコスがフランスに11個目のメダルをもたらしたのは、2012年のロンドンオリンピックの時であった。以上の結果、フランス人は、男女ともそれぞれ7階級のうち4階級(男子60kg級、73kg級(旧71kg級)、81kg級(旧78kg級)、100kg超級(旧95kg超級)、女子48kg級、52kg級、63kg級(旧61kg級)、70kg級)で金メダルを獲得している。
フランスは、オリンピックにおける柔道競技で通算57個のメダルを獲得し、日本（96個）に次いで世界で二番目に多い国である。
| #    | 性別       |    |   |    | 合計 |
| ---- | ---------- | -- | - | -- | ---- |
| 1    | 男女併せて | 11 | 6 | 22 | 39   |
| 内訳 |            |    |   |    |      |
| 1    | 女子       | 5  | 2 | 7  | 14   |
| 2    | 男子       | 6  | 4 | 15 | 25   |

10人のフランス人柔道家による11個の金メダル取得リストを下表に示す（ダヴィド・ドゥイエは2大会連続取得）。1996年のアトランタオリンピックは、3個の金メダルを取得した実りの多い大会となった。名前の横にアスタリスクマークがついている柔道家は、世界選手権大会でも優勝経験がある者である。
| #  | Judoka(te)            | Sexe | Catégorie | Jeux olympiques         | Lieu                     |
| -- | --------------------- | ---- | --------- | ----------------------- | ------------------------ |
| 1  | Thierry Rey*          | H    | - 60 kg   | Jeux olympiques de 1980 | Moscou, Union soviétique |
| 2  | Angelo Parisi         | H    | + 95 kg   | Jeux olympiques de 1980 | Moscou, Union soviétique |
| 3  | Marc Alexandre        | H    | - 71 kg   | Jeux olympiques de 1988 | Séoul, Corée du Sud      |
| 4  | Catherine Fleury*     | F    | - 61 kg   | Jeux olympiques de 1992 | Barcelone, Espagne       |
| 5  | Cécile Nowak*         | F    | - 48 kg   | Jeux olympiques de 1992 | Barcelone, Espagne       |
| 6  | Djamel Bouras         | H    | - 78 kg   | Jeux olympiques de 1996 | Atlanta, États-Unis      |
| 7  | Marie-Claire Restoux* | F    | - 52 kg   | Jeux olympiques de 1996 | Atlanta, États-Unis      |
| 8  | David Douillet*       | H    | + 95 kg   | Jeux olympiques de 1996 | Atlanta, États-Unis      |
| 8  | David Douillet* (2)   | H    | + 100 kg  | Jeux olympiques de 2000 | Sydney, Australie        |
| 9  | Séverine Vandenhende* | F    | - 63 kg   | Jeux olympiques de 2000 | Sydney, Australie        |
| 10 | Lucie Décosse*        | F    | - 70 kg   | Jeux olympiques de 2012 | Londres, Royaume-Uni     |
| 11 | Teddy Riner*          | H    | + 100 kg  | Jeux olympiques de 2012 | Londres, Royaume-Uni     |

### 世界柔道選手権大会
世界柔道選手権大会で優勝した27人のフランス人柔道家を下表に示す。アスタリスクのついた柔道家はオリンピックでも優勝経験のある者である。
| #  | Judoka(te)                 | Sexe | Catégorie                     | Championnats | Lieu                     |
| -- | -------------------------- | ---- | ----------------------------- | ------------ | ------------------------ |
| 1  | Jean-Luc Rougé             | H    | - 100 kg                      | 1975         | Vienne, Autriche         |
| 2  | Thierry Rey*               | H    | - 60 kg                       | 1979         | Paris, France            |
| 3  | Jocelyne Triadou           | F    | - 78 kg                       | 1980         | New York, États-Unis     |
| 4  | Bernard Tchoullouyan       | H    | - 90 kg                       | 1981         | Maastricht, Pays-Bas     |
| 5  | Béatrice Rodriguez         | F    | - 57 kg                       | 1982         | Paris, France            |
| 6  | Martine Rottier            | F    | - 63 kg                       | 1982         | Paris, France            |
| 7  | Natalina Lupino            | F    | + 78 kg                       | 1982         | Paris, France            |
| 8  | Brigitte Deydier           | F    | - 70 kg                       | 1982         | Paris, France            |
| 8  | Brigitte Deydier (2)       | F    | - 70 kg                       | 1984         | Vienne, Autriche         |
| 8  | Brigitte Deydier (3)       | F    | - 70 kg                       | 1986         | Maastricht, Pays-Bas     |
| 9  | Dominique Brun             | F    | - 52 kg                       | 1986         | Maastricht, Pays-Bas     |
| 10 | Fabien Canu                | H    | - 81 kg                       | 1987         | Essen, Allemagne         |
| 10 | Fabien Canu (2)            | H    | - 81 kg                       | 1989         | Belgrade, Yougoslavie    |
| 11 | Catherine Arnaud           | F    | - 57 kg                       | 1987         | Essen, Allemagne         |
| 11 | Catherine Arnaud (2)       | F    | - 57 kg                       | 1989         | Belgrade, Yougoslavie    |
| 12 | Catherine Fleury*          | F    | - 57 kg                       | 1989         | Belgrade, Yougoslavie    |
| 13 | Stéphane Traineau          | H    | - 100 kg                      | 1991         | Barcelone, Espagne       |
| 14 | Cécile Nowak*              | F    | - 48 kg                       | 1991         | Barcelone, Espagne       |
| 15 | David Douillet*            | H    | + 95 kg                       | 1993         | Hamilton, Canada         |
| 15 | David Douillet* (2) et (3) | H    | + 100 kg et toutes catégories | 1995         | Chiba, Japon             |
| 15 | David Douillet* (4)        | H    | + 100 kg                      | 1997         | Paris, France            |
| 16 | Marie-Claire Restoux*      | F    | - 52 kg                       | 1995         | Chiba, Japon             |
| 16 | Marie-Claire Restoux* (2)  | F    | - 52 kg                       | 1997         | Paris, France            |
| 17 | Séverine Vandenhende*      | F    | - 63 kg                       | 1997         | Paris, France            |
| 18 | Christine Cicot            | F    | + 78 kg                       | 1997         | Paris, France            |
| 19 | Larbi Benboudaoud          | H    | - 65 kg                       | 1999         | Birmingham, Royaume-Uni  |
| 20 | Frédéric Demontfaucon      | H    | - 81 kg                       | 2001         | Munich, Allemagne        |
| 21 | Céline Lebrun              | F    | Toutes catégories             | 2001         | Munich, Allemagne        |
| 22 | Lucie Décosse*             | F    | - 63 kg                       | 2005         | Le Caire, Égypte         |
| 22 | Lucie Décosse* (2)         | F    | - 70 kg                       | 2010         | Tokyo, Japon             |
| 22 | Lucie Décosse* (3)         | F    | - 70 kg                       | 2011         | Paris, France            |
| 23 | Gévrise Emane              | F    | - 70 kg                       | 2007         | Rio de Janeiro, Brésil   |
| 23 | Gévrise Emane (2)          | F    | - 63 kg                       | 2011         | Paris, France            |
| 23 | Gévrise Emane (3)          | F    | - 63 kg                       | 2015         | Astana, Kazakhstan       |
| 24 | Teddy Riner*               | H    | + 100 kg                      | 2007         | Rio de Janeiro, Brésil   |
| 24 | Teddy Riner* (2)           | H    | Toutes catégories             | 2008         | Levallois-Perret, France |
| 24 | Teddy Riner* (3)           | H    | + 100 kg                      | 2009         | Rotterdam, Pays-Bas      |
| 24 | Teddy Riner* (4)           | H    | + 100 kg                      | 2010         | Tokyo, Japon             |
| 24 | Teddy Riner* (5)           | H    | + 100 kg                      | 2011         | Paris, France            |
| 24 | Teddy Riner* (6)           | H    | + 100 kg                      | 2013         | Rio de Janeiro, Brésil   |
| 24 | Teddy Riner* (7)           | H    | + 100 kg                      | 2014         | Tcheliabinsk, Russie     |
| 24 | Teddy Riner* (8)           | H    | + 100 kg                      | 2015         | Astana, Kazakhstan       |
| 25 | Morgane Ribout             | F    | - 57 kg                       | 2009         | Rotterdam, Pays-Bas      |
| 26 | Audrey Tcheuméo            | F    | - 78 kg                       | 2011         | Paris, France            |
| 27 | Loïc Piétri                | H    | - 81 kg                       | 2013         | Rio de Janeiro, Brésil   |

### パラ柔道
パラ柔道は、1988年ソウルパラリンピックで視覚障害者を対象に正式競技として導入され、2004年アテネパラリンピックで女子競技が加わった フランスはこの競技でも複数のメダルを獲得しており、強豪国の地位を維持している。